# NGC 4024
NGC 4024 este o galaxie lenticulară situată în constelația Corbul. A fost descoperită în 7 februarie 1785 de către William Herschel. Se află la o distanță de 28,1 de megaparseci de Pământ.